# Теутония
Теутония (порт. Teutônia) — муниципалитет в Бразилии, входит в штат Риу-Гранди-ду-Сул. Составная часть мезорегиона Восточно-центральная часть штата Риу-Гранди-ду-Сул. Входит в экономико-статистический микрорегион Лажеаду-Эстрела. Население составляет 24 772 человека на 2006 год. Занимает площадь 179,170 км². Плотность населения — 138,3 чел./км².
Праздник города — 24 мая.

## История
Город основан в 1858 году.

## Статистика
- Валовой внутренний продукт на 2003 составляет 525 477 544,00 реалов (данные: Бразильский институт географии и статистики).
- Валовой внутренний продукт на душу населения на 2003 составляет 22 742,04 реалов (данные: Бразильский институт географии и статистики).
- Индекс развития человеческого потенциала на 2000 составляет 0,816 (данные: Программа развития ООН).

## География
Климат местности: субтропический.